# Orthomyxoviridae

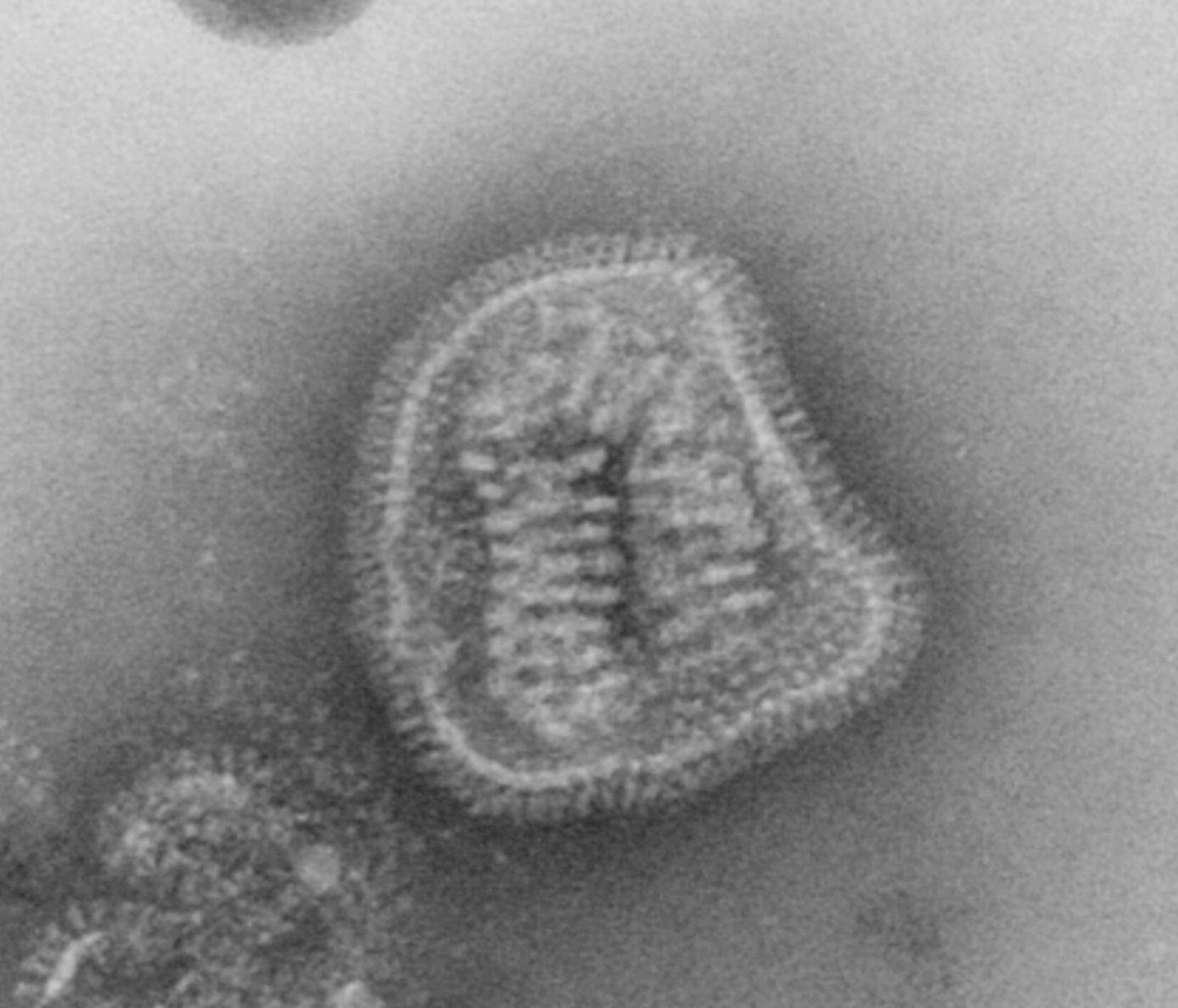
Immagine al microscopio elettronico del virus dell'influenza A

Gli Orthomyxoviridae (dal greco orthos per dritto e myxa per muco) sono una famiglia di virus a RNA a singolo filamento a polarità negativa ((-)ssRNA) che comprende sette generi di virus, identificati attraverso le differenze nelle loro nucleoproteine e nella proteina matrice:
- Influenzavirus A
- Influenzavirus B
- Influenzavirus C
- Influenzavirus D
- Isavirus
- Quaranjavirus
- Thogotovirus

I primi quattro generi rappresentano i virus che provocano l'influenza nei vertebrati come gli uccelli (in questo caso si parla di influenza aviaria), gli umani ed altri mammiferi. Gli isavirus infettano i salmoni; i thogotovirus e quaranjavirus infettano i vertebrati e gli invertebrati come le zanzare e i Copepodi.
L'influenzavirus A provoca tutte le pandemie di influenza e infetta l'uomo, i mammiferi e gli uccelli. Influenzavirus B infetta l'essere umano e i pinnipedi. Influenzavirus C infetta l'essere umano e i suini. Influenzavirus D infetta suini e bovini.

## Morfologia
In generale la morfologia del virus è sferica con particelle di diametro da 50 a 120 nm, oppure di forma filamentosa con diametro di 20 nm e da 200 a 300 nm di lunghezza. I virus influenzali sono dotati di una envelope che protegge ulteriormente il virus e gli permette di entrare o uscire dalla cellula.
Il capside virale è a simmetria elicoidale, ovvero costituito da una spirale di proteine chiamate nucleoproteine che si avvolge in senso antiorario. Le nucleoproteine formano una struttura ad anello presso una estremità e sono legate ad una RNA-polimerasi, hanno una lunghezza compresa tra 50 e 130 nm con un diametro che va da 9 a 15 nm e rappresentano l'"impalcatura" del capside. Ogni segmento di RNA virale è legato ad una sola nucleoproteina, formando un complesso ribonucleoproteico, la cui disposizione all'interno del virione è ignota.

### Struttura e proprietà
La seguente struttura è relativa ai virus Influenza A, anche se gli altri ceppi di influenza hanno strutture molto simili.
Il virione dell'Influenza A ha un diametro di 80-120 nm e normalmente è sferico, anche se possono esistere forme filamentose. Il genoma non è costituito da una singola porzione di acido nucleico, ma contiene otto porzioni di RNA segmentato a polarità negativa (13,5 migliaia di basi in totale), che codifica 11 proteine (HA, NA, NP, M1, M2, NS1, NEP, PA, PB1, PB1-F2, PB2).
Tra queste proteine virali, le meglio caratterizzate sono l'emoagglutinina e la neuraminidasi, due grandi glicoproteine che si trovano sulla superficie esterna delle particelle virali. La neuraminidasi è un enzima coinvolto nel rilascio dei virioni all'esterno delle cellule infette, mentre l'emagglutinina è una lectina che media la connessione del virus e l'ingresso del genoma virale nelle cellule target. L'emagglutinina (H) e la neuraminidasi (N) sono i bersagli da colpire nei farmaci antivirali.
Queste due proteine sono anche riconosciute dagli anticorpi. La risposta degli anticorpi a queste proteine è utilizzata per classificare i diversi sierotipi dei virus dell'influenza A.

## Infezione e replicazione

Invasione e replicazione del virus influenzale

Tipicamente, l'influenza viene trasmessa da mammiferi infetti attraverso l'aria da colpi di tosse e starnuti, che creano particelle di aerosol contenenti il virus e dai volatili infetti attraverso i loro escrementi. L'influenza può essere trasmessa anche attraverso la saliva, le secrezioni nasali, le feci e il sangue. Le infezioni avvengono attraverso il contatto con questi fluidi corporei o con superfici contaminate. I virus possono essere infettivi per circa una settimana alla temperatura del corpo umano, più di 30 giorni a 0 °C e indefinitamente a basse temperature (come nei laghi a nordest della Siberia).
Possono essere inattivati facilmente con disinfettanti e detergenti
Il virus si collega ad una cellula attraverso le interazioni tra la sua glicoproteina (emoagglutinina) e l'Acido sialico sulla superficie delle cellule epiteliali nel polmone e nella gola (Fase 1 dell'infezione). La cellula importa il virus attraverso l'endocitosi. Nell'endosoma, parte della proteina emoagglutinina unisce il rivestimento del virus con la membrana del vacuolo, rilasciando le molecole virali RNA (vRNA), proteine accessorie e RNA polimerasi RNA dipendente nel citoplasma (Fase 2)
Queste proteine e il vRNA formano un complesso che è trasportato nel nucleo cellulare, dove l'RNA polimerasi RNA dipendente inizia la trascrizione del vRNA complementare a polarità positiva (Fasi 3a e 3b).
Il vRNA viene sia trasportato nel citoplasma e tradotto (Fase 4), o resta nel nucleo. Le nuove proteine virali che sono state sintetizzate sono secrete attraverso l'apparato del Golgi nella superficie della cellula (nel caso delle neuraminidasi e emoagglutinina, Fase 5), o trasportate indietro nel nucleo per collegare il vRNA e formare nuove particelle con genoma virale (Fase 5a). Altre proteine virali possono avere diverse azioni nella cellula ospite, tra cui la degradazione dell'mRNA cellulare e l'utilizzo dei nucleotidi rilasciati per la sintesi vRNA e l'inibizione della trascrizione dell'mRNA della cellula ospite..
Il vRNA a polarità negativa che forma il genoma dei virus, l'RNA polimerasi RNA dipendente e altre proteine virali sono assemblate in un virione. Le molecole di emoaglutinina e di neuraminidase si raggruppano in un rigonfiamento nella membrana cellulare. Il vRNA e le proteine virali lasciano il nucleo ed entrano in questo rigonfiamento (Fase 6). Il virus maturo germoglia dalla cellula in una sfera costituita dalla membrana fosfolipidica dell'ospite, acquisendo attraverso di essa l'emaglutinina e la neuraminidase (Fase 7). Dopo il rilascio del nuovo virus influenzale, la cellula ospite muore.
A causa dell'assenza degli enzimi di controllo dell'RNA, l'RNA polimerasi RNA dipendente genera un errore di inserimento circa ogni 10 migliaia di nucleotidi, che è la lunghezza approssimativa del vRNA dell'influenza. Quindi, quasi ogni nuovo virus dell'influenza che viene creato contiene una mutazione nel suo genoma.. La separazione del genoma in otto diverse porzioni di vRNA permette il mescolamento o il riassortimento dei geni se più di una varietà di virus infetta la stessa cellula. L'alterazione che ne risulta nei segmenti del genoma viene impacchettata nella progenie virale e conferisce un nuovo comportamento, a volte anche la capacità di infettare nuove specie ospite o superare l'immunità dell'ospite al vecchio genoma (nel qual caso viene chiamato spostamento antigenico).

## Tipi di virus di interesse per l'umano
| Nome della pandemia        | Data    | Decessi        | Sottotipo coinvolto |
| -------------------------- | ------- | -------------- | ------------------- |
| Influenza asiatica (russa) | 1889-90 | 1 milione      | forse H2N2          |
| Influenza spagnola         | 1918-20 | 40 milioni     | H1N1                |
| Influenza asiatica         | 1957-58 | 1-1,5 milioni  | H2N2                |
| Influenza di Hong Kong     | 1968-69 | 0,75-1 milioni | H3N2                |

Esistono tre generi di virus influenzali dell'uomo: Influenzavirus A, Influenzavirus B, Influenzavirus C. Ogni genere include solo una specie o tipo: virus dell'influenza A, virus dell'influenza B e virus dell'influenza C. I virus A e C infettano diverse specie, mentre il virus B infetta quasi esclusivamente l'uomo.
I virus della specie Influenza A sono ulteriormente classificati in base alle proteine superficiali HA (o H) e NA (o N). Sono stati identificati diciotto sottotipi (o sierotipi) H e undici sottotipi N del virus Influenza A. i ceppi influenzali che vengono isolati sono identificati tramite una nomenclatura standard attraverso la quale viene indicato il tipo di virus, la localizzazione geografica dove è stato isolato per la prima volta, il numero sequenziale di isolamento, l'anno di isolamento e i sottotipi HA e NA.
Alcuni esempi di questa nomenclatura sono:
1. A/Moscow/10/99 (H3N2)
2. B/Hong Kong/330/2001

I virus di tipo A sono i più virulenti patogeni umani tra i tre tipi di influenza e provocano le patologie più gravi. I sierotipi che sono stati confermati nell'uomo, ordinati dal numero di decessi sono:
- Virus dell'influenza A sottotipo H1N1 che causò la "spagnola"
- Virus dell'influenza A sottotipo H2N2 che causò l'"asiatica"
- Virus dell'influenza A sottotipo H3N2 che causò l'"influenza di Hong Kong"
- Virus dell'influenza A sottotipo H5N1 è una minaccia pandemica nella stagione influenzale 2006-7
- Virus dell'influenza A sottotipo H7N7 ha un potenziale zoonotico[26]
- Virus dell'influenza A sottotipo H1N2 è endemica negli umani e nei suini
- Virus dell'influenza A sottotipo H9N2, Virus dell'influenza A sottotipo H7N2, Virus dell'influenza A sottotipo H7N3, Virus dell'influenza A sottotipo H10N7.

I virus Influenza B è quasi esclusivamente un patogeno umano ed è meno comune dell'Influenza A. L'unico animale conosciuto, oltre all'uomo, ad essere colpito dall'influenza B sono le foche. Questo tipo di influenza muta ad un tasso da 2 a 3 volte inferiore del tipo A e quindi ha una diversità genetica inferiore, con solo un sierotipo Come risultato di questa scarsa diversità antigenica, normalmente si acquisisce un certo grado di immunità all'influenza B. Tuttavia il virus muta in modo tale da impedire un'immunità permanente. Questo ridotto tasso di cambiamento negli antigeni, combinato con la scarsa gamma di ospiti (che impedisce lo spostamento antigenico), previene la formazione di pandemie di influenza B
L'influenza C infetta l'uomo e i suini e può provocare malattie gravi e localmente epidemiche Tuttavia, l'influenza C è meno comune rispetto agli altri tipi e normalmente provoca disturbi non troppo gravi nei bambini.

## Tassonomia
Nella tassonomia filogenetica i virus RNA includono i virus con RNA a singola elica, filamento negativo (virus ssRNA), che include l'ordine Mononegavirales e la famiglia "Orthomyxoviridae" (tra le altre). Le specie degli Orthomyxoviridae associate a ciascun genere sono illustrate nella tabella seguente:
| Genere           | Specie (* indica la Specie tipo) | Sierotipo o Sottotipi                                                                                       | Ospite                         |
| ---------------- | -------------------------------- | --- | ------------------------------ |
| Influenzavirus A | Influenza A virus (*)            | H1N1, H1N2, H2N2, H3N1, H3N2, H3N8, H5N1, H5N2, H5N3, H5N8, H5N9, H7N1, H7N2, H7N3, H7N4, H7N7, H9N2, H10N7 | Uomo, suino, volatile, cavallo |
| Influenzavirus B | Influenza B virus (*)            | | Uomo, Phocidae                 |
| Influenzavirus C | Influenza C virus (*)            | | Uomo, suino                    |
| Isavirus         | Anemia infettiva del salmone (*) | | Salmone dell'Atlantico         |
| Thogotovirus     | Virus Thogoto (*)                | | Zecca, Zanzara, Uomo           |
| Thogotovirus     | Virus Dhori                      | Virus Batken, Virus Dhori, Bourbon virus                                                                    | Zecca, Zanzara, Uomo           |